# Nikodemus

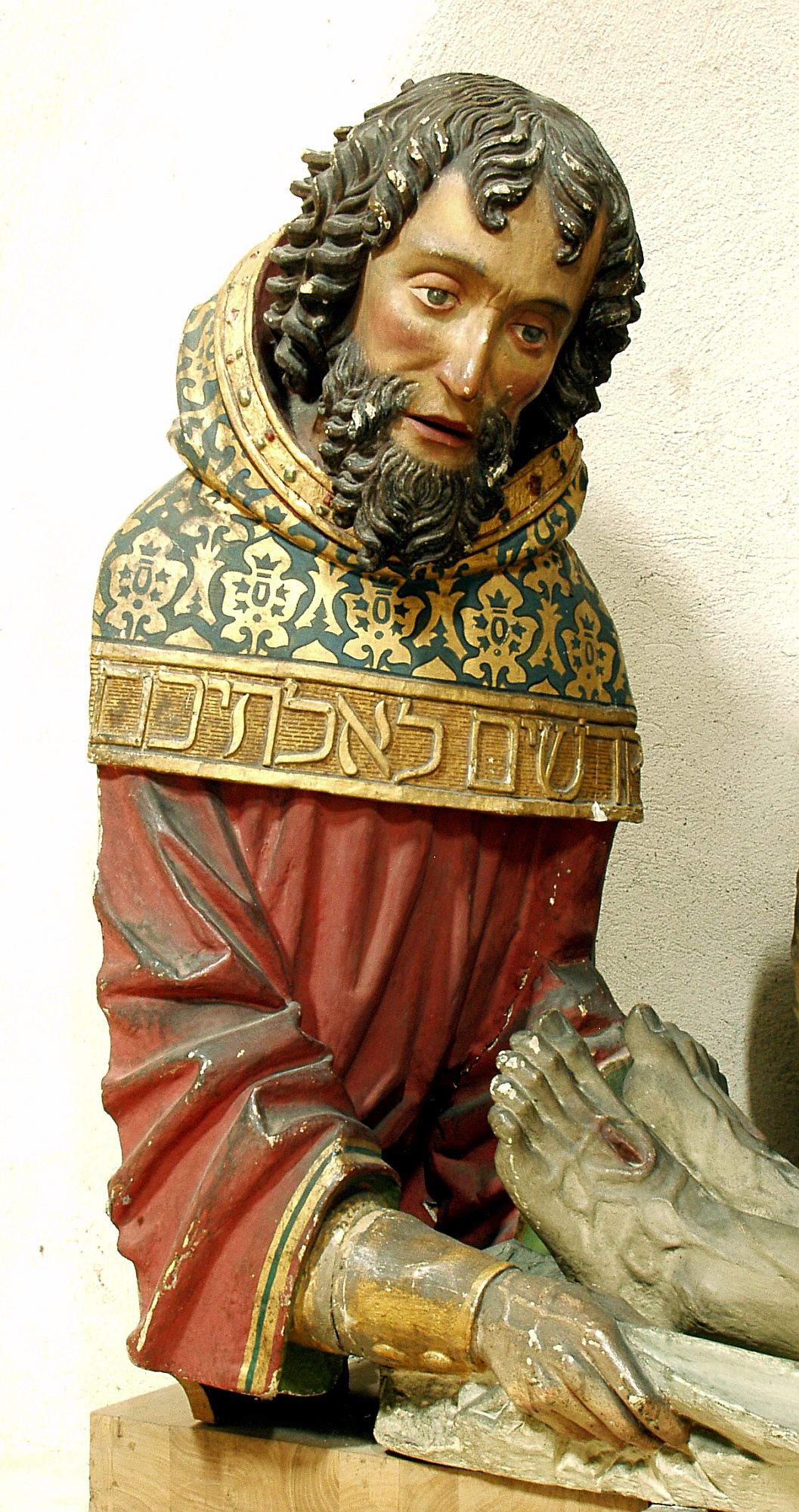
Nikodemus in einer Grablegungsgruppe. Skulptur in Groß St. Martin

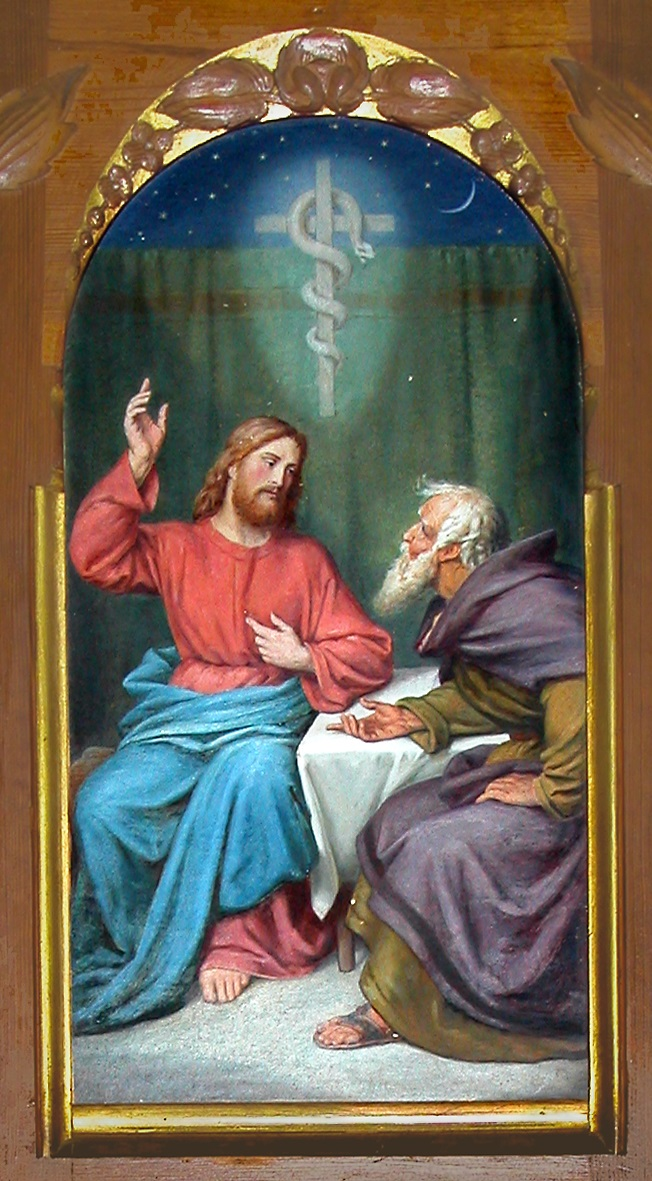
Nachtgespräch Jesu mit Nikodemus, Deutung der ehernen Schlange; Kanzelgemälde von Wilhelm Walther in der Dorfkirche Krummenhennersdorf

Nikodemus (griechisch Νικόδημος Nikódēmos) ist der Name einer Person aus dem Johannesevangelium im Neuen Testament der Bibel. Das griechische Wort bedeutet sinngemäß: „Sieger in der Volksversammlung“ bzw. „Sieger aus dem Volk“.

## Darstellung im Johannesevangelium
Nach Joh 3,1  gehört Nikodemus zur jüdischen Gruppe der Pharisäer und wird darüber hinaus als ein „Führer der Juden“ bezeichnet. Während eines nächtlichen Besuchs bei Jesus weist dieser ihn darauf hin, dass der Eintritt in das Reich Gottes eine geistliche Wiedergeburt voraussetzt. Nikodemus missversteht jedoch diese Geburt als ein leibliches Geschehen. Daraufhin greift Jesus zu dem Vergleich: „Der Wind weht, wo er will; du hörst sein Brausen, weißt aber nicht, woher er kommt und wohin er geht. So ist es mit jedem, der aus dem Geist geboren ist“ (Joh 3,8 ). Damit betont das Johannesevangelium den Vorrang der spirituellen Dimension in der Beziehung zu Gott.
Später im Johannesevangelium (Joh 7,50–52 ) tritt Nikodemus gegenüber den jüdischen Autoritäten für Jesus ein. Ein drittes Mal wird er bei der Grablegung Jesu erwähnt, als er eine beträchtliche Menge von Myrrhe und Aloe zur Salbung des Leichnams bringt (Joh 19,39 ).

## Exegetische Deutungen
In der Exegese ist umstritten, ob das Johannesevangelium in Nikodemus einen Repräsentanten der „vielen“ in Jerusalem sieht, die von Jesus lediglich vordergründig fasziniert sind (Joh 2,23 ), oder ob es in dieser Gestalt den Vertreter einer Gruppe jüdischer Autoritäten darstellen will, wie sie dem Evangelisten aus seiner eigenen Erfahrungswelt einer christlichen Gemeinde des ausgehenden 1. Jahrhunderts begegnet sein dürfte. Im Gegensatz zu anderen Stellen im Johannesevangelium, wo „die Juden“ offen als Gegner Jesu dargestellt werden, verhält sich Nikodemus hier jedenfalls keineswegs feindselig gegenüber Jesus, auch wenn er die spirituellen Dimensionen christlicher Existenz nicht versteht. Häufig wird Nikodemus als Sympathisant Jesu gesehen, der jedoch aus Angst um seine soziale Stellung im Judentum dies nicht öffentlich zu zeigen wagt und daher im Schutz der Dunkelheit agiert. Aber auch dieses Element wird unterschiedlich bewertet, insofern die Nacht bei den Rabbinen als besondere Zeit der Auseinandersetzung mit der Tora gilt und daher auch den geeigneten Rahmen für das spirituelle Gespräch mit Jesus liefert. Hinzu tritt noch das Element des Gegensatzes zwischen Dunkelheit und Licht, das im Johannesevangelium grundsätzlich eine bedeutende Rolle spielt und auch die Nikodemusszene abschließt (Joh 3,19–21 ). Das durch die Dunkelheit veranschaulichte Unverständnis des Nikodemus soll durch das Licht der geistigen Erkenntnis abgelöst werden.
Ob die Salbung des Leichnams Jesu durch Nikodemus nach Joh 19,39–42  ein Hinweis auf sein letztlich doch öffentliches Bekenntnis zu Jesus ist, bleibt ebenfalls strittig. Viele Forscher verstehen die ungeheure Menge Salböl, mit dem er gemeinsam mit Josef von Arimathäa den toten Jesus salbt, als ironischen Hinweis des Evangelisten auf die ausschließlich sinnlich-körperliche Dimension, die für Nikodemus auch am Schluss Horizont seines Handelns ist.

## Außerbiblische Quellen und spätere Rezeption
Flavius Josephus erwähnt in seinen Antiquitates (XIV,3,2) einen Nikodemus als Abgesandten des Aristobul an Pompeius; dieser lebte jedoch vor 63 v. Chr. und kann deshalb mit dem Nikodemus des Johannesevangeliums nicht identisch sein.
Eher könnte der Nikodemus des Evangeliums mit dem in der rabbinischen Literatur mehrfach genannten Naqdemon ben Gorjon gleichgesetzt werden. Dieser soll auch Buni geheißen haben und einer der drei reichsten Leute Jerusalems gewesen sein, die während der Belagerung der Stadt durch Titus das Volk aus ihren Vorräten erhalten wollten. Da im Talmud (Sanh 43a) behauptet wird, Jesus habe einen Schüler namens Buni gehabt, wäre die Gleichsetzung mit dem Nikodemus des Evangeliums möglich.
Ein apokryphes Passionsevangelium des 4. Jahrhunderts gibt sich als „Nikodemusevangelium“ aus. Die Schrift hatte eine außerordentliche reiche Wirkungsgeschichte besonders bis in die frühe Neuzeit.
Nach einer mittelalterlichen Legende fertigte Nikodemus die erste Darstellung des gekreuzigten Jesus aus Holz. Das sogenannte Volto Sancto befindet sich in der Kathedrale von Lucca. Aufgrund dieser Geschichte ist Nikodemus zu einer wichtigen Identifikationsfigur für christliche Bildhauer geworden. Michelangelo Buonarroti  und Tilman Riemenschneider fertigten beispielsweise Selbstbildnisse als Nikodemus an.
Die Katholische Kirche verehrt Nikodemus als Heiligen mit dem Gedenktag 3. August.

## Einzelbelege
1. ↑  Hartwig Thyen: Das Johannesevangelium, S. 185.
2. ↑  Klaus Wengst, Das Johannesevangelium 1, S. 118–119.
3. ↑  Klaus Wengst, Das Johannesevangelium 1, S. 119.
4. ↑  Jürgen Becker: Das Evangelium nach Johannes. Kapitel 1-10, S. 131.
5. ↑  Charles K. Barrett, Das Evangelium nach Johannes, S. 226.
6. ↑  Hartwig Thyen: Das Johannesevangelium, S. 753.
7. ↑  Strack und Billerbeck, Kommentar zum Neuen Testament aus Talmud und Midrasch, München 1924, Band 2, S. 413–418
8. ↑  Zöllner, F.: Michelangelo – Das vollständige Werk. S. 437

| Personendaten    | Personendaten                               |
| ---------------- | ------------------------------------------- |
| NAME             | Nikodemus                                   |
| ALTERNATIVNAMEN  | Nikodemos                                   |
| KURZBESCHREIBUNG | Person aus dem Johannesevangelium, Heiliger |
| GEBURTSDATUM     | 1. Jahrhundert v. Chr. oder 1. Jahrhundert  |
| STERBEDATUM      | 1. Jahrhundert                              |